# カール＝ヒンリヒ・マンツケ

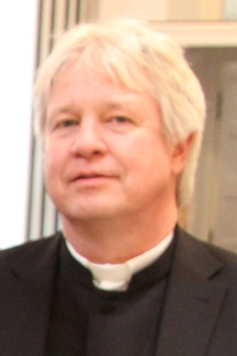
カール＝ヒンリヒ・
マンツケ州教会監督 (2012)

カール＝ヒンリヒ・マンツケ （ ドイツ語:  Karl-Hinrich Manzke, 1958年 2月13日 ニーダーザクセン州 シュターデ -) はドイツのルター派福音主義教会牧師 、福音主義神学者 。 2009年 12月9日にルター派教会であるシャウムブルク＝リッペ福音ルター派州教会 監督 に就任した。

## 経歴

### 出自、修業時代、ルター派福音主義教会牧師に任職
カール＝ヒンリヒ・マンツケはハノーファー福音ルター派州教会シュターデ教会管区トップの地域監督カール・マンツケ(1928–2008)の息子として1958年に生まれた。彼はツェレで成長し、ギムナジウムに進学した。
1976年から1982年まで、テュービンゲン大学福音主義神学部 、ロンドン大学 、ミュンヘン大学で福音主義神学と哲学を学んだ。1982年に第1次神学試験に合格した。ミュンヘン大学福音主義神学部において、組織神学者 ヴォルフハルト・パネンベルク教授（1928年 − 2014年）の下で指導を受け、1990年に神学 博士号が授与された。
マンツケはハノーファー福音ルター派州教会に任職され、1988年にゾルタウにある教会の牧師を1995年まで務めた。1995年から1998年まで牧師養成職に専任し、ノルトハイム市インプスハウゼンにある牧師研修所長を務めた。
1998年、東フリースラント地方アウリッヒにあるランベルティ教会の牧師に就任すると同時に、ハノーファー福音ルター派州教会アウリッヒ教会地区のトップである地区長に就任した。

### 州教会監督就任
2009年 6月23日 、ビュッケブルクで開催されたシャウムブルク＝リッペ福音ルター派州教会総会において、ユルゲン・ヨハネスドッター州教会監督の後任として、マンツケはシャウムブルク＝リッペ福音ルター派州教会 監督に選出された。2009年12月14日に、マンツケは州教会監督職に就いた。翌2010年 1月9日 、ビュッケブルク・シュタット教会で州教会監督の公式就任式がおこなわれた。
2011年以降、シャウムブルク＝リッペ福音ルター派州教会が加盟しているドイツ福音主義教会 (EKD) において、 ドイツ連邦警察牧会担当委員を務めている。2014年4月、ドイツ合同福音ルター派教会 (VELKD)において、カトリック教会との交渉担当に任命された。

## 主要著作
- Ewigkeit und Zeitlichkeit. Aspekte für eine theologische Deutung der Zeit. Dissertation Universität München 1980. Vandenhoeck & Ruprecht, Göttingen 1989, ISBN 3-525-56270-5.